# Kamienica przy ulicy Karmelickiej 14 w Krakowie
Kamienica przy ulicy Karmelickiej 14 – zabytkowa kamienica znajdująca się w Krakowie, w dzielnicy I przy ulicy Karmelickiej, na Piasku.
Kamienica została wzniesiona w 1899 roku według projektu architekta Aleksandra Biborskiego.
12 grudnia 1988 budynek został wpisany do rejestru zabytków. Znajduje się także w gminnej ewidencji zabytków.